# Georges Auric

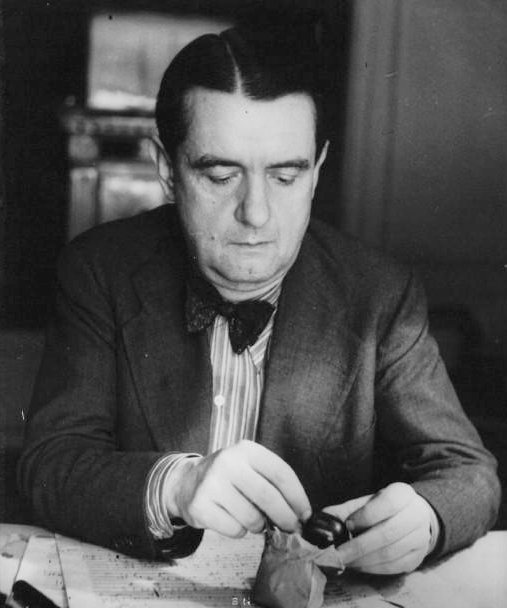
Georges Auric 1940

Georges Auric, född 15 februari 1899 i Lodève, Frankrike, död 23 juli 1983 i Paris, var en fransk kompositör. Han utbildade sig vid musikkonservatoriet i Montpellier och, från 14 års ålder, vid Pariskonservatoriet.
Från 1920 var han medlem av tonsättargruppen Les Six, tillsammans med Darius Milhaud, Francis Poulenc, Arthur Honegger, Germaine Tailleferre och Louis Durey. Bland hans verk finns balettmusik, kammarmusik och orkesterverk.
Han skrev även filmmusik, bland annat till Målaren på Moulin Rouge (1952) och Ringaren i Notre Dame (1956) samt till Jean Cocteaus filmer En poets blod (1930), Flickan och odjuret (1946) och Orphée (1950).
Georges Auric var mellan 1954 och 1969 ordförande för Frankrikes motsvarighet till STIM, upphovsmannaorganisationen SACEM. Han var 1962-1968 chef över Operan och Opéra-comique i Paris.